# Kjell-Olof Feldt
Kjell-Olof Feldt (Holmsund, 18 agosto 1931 – Nacka, 8 gennaio 2025) è stato un politico svedese.

## Biografia
Feldt fu ministro del commercio dal 1970 al 1975 e vice ministro delle finanze dal 1975 al 1976 fino a quando i socialdemocratici persero le elezioni del 1976. Nel 1982 i socialdemocratici vinsero le elezioni e Feldt fu nominato Ministro delle finanze dal Primo Ministro Olof Palme. Alla fine degli anni '80 Feldt fu fortemente criticato dal suo stesso partito: lui e altri al Ministero delle finanze Sw. I "kanslihushögern" sono stati percepiti come promotori della politica di destra e mancano di essere all'altezza degli ideali tradizionali dei socialdemocratici. Quando i problemi economici si sono sviluppati nel 1990, la frattura è stata evidenziata e Feldt ha lasciato l'incarico dopo un litigio con il Primo Ministro Ingvar Carlsson il 16 febbraio. Feldt era stato a favore di una politica economica più conservatrice in risposta alla crisi, e quando le sue idee incontrarono resistenza, decise di lasciare il suo ufficio. Successivamente Feldt lasciò la politica del partito, sebbene rimanga membro del Partito socialdemocratico. Durante gli anni '90 e l'inizio degli anni 2000, Feldt ha fortemente criticato la politica economica socialdemocratica, sia passata che presente.
Feldt era il figlio di una madre single, Irma, nata Jonsson, che dovette mandare il giovane Kjell-Olof a vivere con la sorella di suo nonno a causa dei problemi alcolici di suo padre. Sebbene provenisse da una famiglia della classe operaia, Kjell-Olof riuscì a ottenere l'ammissione all'Università di Uppsala, dove nel 1956 ricevette una laurea in Scienze Politiche (MA in scienze politiche). Nel 1967 ricevette una Licenza presso la Lund University. Dal 1970, è stato sposato con Birgitta von Otter. Il 31 maggio 1991 ha ricevuto un dottorato onorario dalla Facoltà di Scienze Sociali dell'Università di Uppsala.
In un'intervista con Playboy Scandinavia , Feldt ha ricordato la sua eredità all'interno del Partito socialdemocratico, "L'eredità negativa che ho ricevuto dal mio predecessore Gunnar Sträng (Ministro delle finanze 1955-1976) era un sistema fiscale fortemente progressivo con tasse marginali elevate. Ciò avrebbe dovuto portare a una società giusta ed equa. Ma alla fine sono arrivato all'opinione che semplicemente non ha funzionato in quel modo ha concluso: le tasse progressiste hanno creato invece una società di wranglers, imbroglioni, manipolazioni peculiari, false ambizioni e nuove ingiustizie. Mi ci sono voluti almeno un decennio per ottenere una parte del partito per vederlo."